# ماري إيما أليسون
ماري إيما أليسون (بالإنجليزية: Mary Emma Allison)‏ هي أمينة مكتبة أمريكية، ولدت في 5 مارس 1917، وتوفيت في 27 أكتوبر 2010.